# Граминьи, Алессандро
Алессандро Граминьи (итал. Alessandro Gramigni; род. 29 декабря 1968, Флоренция, Италия) — бывший итальянский мотогонщик, выступавший в чемпионате мира по шоссейно-кольцевым мотогонкам MotoGP и чемпионате мира по супербайку. Чемпион мира MotoGP в классе 125сс 1992 года. Первый мотогонщик, который выиграл чемпионат мира на мотоцикле Aprilia.

## Биография
После ряда хороших результатов, продемонстрированных Граминьи на любительском уровне, Алессандро дебютировал в чемпионате мира по шоссейно-кольцевым мотогонкам MotoGP в 1990 году, выступая на Aprilia в классе 125cc, закончив сезон на девятом месте. Он выиграл свою первую гонку в 1991 году на Гран-При Чехословакии, закончив сезон на седьмом месте в чемпионате с 90 очками.
В начале сезона 1992 года Граминьи попал в аварию, попав на мотоцикле под автомобиль. В результате инцидента Граминьи сломал обе берцовые кости. Этот досадный инцидент он вынужден был пропустить один этап (Гран-При Испании). Несмотря на это, Граминьи одержал две победы на Гран-При Малайзии и Гран-При Венгрии), всего в сезоне завоевав семь подиумов, что позволило опередить Фаусто Грезини и выиграть чемпионат.
В следующем сезоне Алессандро перешел в класс 250cc, где он выступал 3 сезона: первый на Gilera, второй на Aprilia, третий — на Honda. В этом классе Граминьи не достиг таких успехов, как в классе 125сс, лучшим результатом за 3 года было восьмое место на Гран-При Нидерландов в 1995 году.
В 1997 году Граминьи попробовал свои силы в «королевском» классе, проведя две гонки в начале сезона Aprilia. Не набрав ни одного очка, Алессандро завершил свою карьеру в MotoGP.
В период 1998-2001, 2003-2005 годов Граминьи выступал в чемпионате мира Супербайка.